# Fistful of Metal
Fistful of Metal je první řadové album kapely Anthrax.

## Seznam skladeb
1. Deathrider
2. Metal Thrashing Mad
3. I'm Eighteen (Alice Cooper coververze)
4. Panic
5. Subjugator
6. Soldiers of Metal
7. Death from Above
8. Anthrax
9. Across the River (Instrumental)
10. Howling Furies

## Sestava
- Neil Turbin – zpěv
- Dan Spitz – kytara
- Scott Ian – kytara
- Danny Liker – baskytara
- Charlie Benante – bicí